# Temporada 2022-2023 de la UE Figueres
El descens de la Unió Esportiva Figueres a Primera Catalana va comportar moltes entrades i sortides de jugadors i una reestructuració de l'organigrama del club en un estiu mogut. A la lliga, els mals resultats van provocar fins a tres canvis d'entrenador. L'objectiu de la primera volta era atrapar el FC Escala, que acabaria campió de grup i l'únic a ascendir a Tercera RFEF, però a mesura que avançava el campionat l'objectiu principal es va convertir a quedar entre els cinc primers classificats per pujar a la nova Lliga Elit. No va ser, però, fins a la darrera jornada que el Figueres va obtenir el passi definitiu a aquesta nova categoria.

## Fets destacats

### 2022
- 9 de maig: l'entrenador Moisés Hurtado dimiteix com a tècnic del primer equip.[6]
- 12 de maig: Gregorio Gálvez Yoyo, entrenador del juvenil A, agafa el relleu d'Hurtado a la banqueta del primer equip.[1]
- 2 d'octubre: primera jornada de lliga al Municipal de Vilatenim, amb victòria per 1-0 contra el CF Torelló.[7]
- 24 d'octubre: el director esportiu Arseni Comas substitueix Yoyo Gálvez com a entrenador de l'equip, després de fer 6 punts dels 12 possibles.[2]

### 2023
- 9 de maig: Víctor López substitueix Arseni Comas com a primer entrenador de l'equip, després dels mals resultats a la lliga, a tres jornades pel final de la competició.[3]
- 27 de maig: última jornada de lliga, a Vilatenim, contra el CF Mollet UE, amb victòria per 2 gols a 1,[8] gràcies a la qual el Figueres certifica l'ascens a la Lliga Elit.[8]

## Plantilla
| Núm. | Pos. |           | Jugador                                       | Procedència          | Temporada |
| ---- | ---- | --------- | --------------------------------------------- | -------------------- | --------- |
|      | POR  | Catalunya | Mario Mendoza Sanz (Mendoza)                  | UE Olot              | 2020-2021 |
|      | POR  | Catalunya | Albert Quintanas Oliveras (Quintanas)         | FC L'Escala          | 2022-2023 |
|      | POR  | Catalunya | Ian Doré Escobar (Doré)                       | CF Peralada          | 2022-2023 |
|      | DEF  | Catalunya | Pol Tarrenchs Casanovas (Tarrenchs)           | Palamós CF           | 2018-2019 |
|      | DEF  | Catalunya | Antoni Gamell Sieira (Gamell)                 | UE Llagostera        | 2021-2022 |
|      | DEF  | Catalunya | Pau Tubert Clos (P. Tubert)                   | juvenil              | 2022-2023 |
|      | DEF  | Catalunya | Albert Genís Rigall (Genís)                   | FC L'Escala          | 2022-2023 |
|      | DEF  | Catalunya | Alexandru-Gabriel Rusu (Rusu)                 | juvenil              | 2022-2023 |
|      | DEF  | Catalunya | Ayoub Jaaidi Abdelkader (Jaaidi)              | FC L'Escala          | 2022-2023 |
|      | DEF  | Argentina | Maximiliano Alejandro Rosales Ocaño (Rosales) | FC Ascó              | 2022-2023 |
|      | DEF  | Catalunya | Genís Balaguer Romero (Balaguer)              | Moralo CP            | 2022-2023 |
|      | MIG  | Argentina | Jorge José Torres Martín (Torres)             | CF Peralada          | 2020-2021 |
|      | MIG  | Catalunya | Iván Pérez Vilches (Pérez)                    | juvenil              | 2021-2022 |
|      | MIG  | Catalunya | Adrià Ramírez Osuna (Ramírez)                 | RCD Espanyol juvenil | 2021-2022 |
|      | MIG  | Catalunya | Marc Reñé Maurici (Reñé)                      | Reial Oviedo juvenil | 2021-2022 |
|      | MIG  | Catalunya | Pol Blay Cadanet (Blay)                       | CD Ebro              | 2021-2022 |
|      | MIG  | Astúries  | Josué Prieto Currais (Currais)                | CF Peralada          | 2022-2023 |
|      | MIG  | Catalunya | Sergi Ferrusola Devesa (Ferrusola)            | CD Banyoles          | 2022-2023 |
|      | MIG  | Catalunya | Joan Tubert Clos (J. Tubert)                  | Palamós CF           | 2022-2023 |
|      | MIG  | Catalunya | Iker Díaz Sánchez (Díaz)                      | SD Eibar B           | 2022-2023 |
|      | DAV  | Catalunya | Èric Pimentel López (Pimentel)                | UE Vilassar de Mar   | 2022-2023 |
|      | DAV  | Catalunya | Josep Soler Barnosell (Soler)                 | CD Banyoles          | 2022-2023 |
|      | DAV  | Catalunya | Xavier Ferrón Palau (Ferrón)                  | UE Olot              | 2022-2023 |
|      | DAV  | Catalunya | Jam Baldeh Baldeh (Baldeh)                    | FC L'Escala          | 2022-2023 |
|      | DAV  | Gàmbia    | Ousman Touray (Touray)                        | CP San Cristóbal     | 2022-2023 |

Llegenda:  ·   Capità  ·   Juvenil  ·   Lesionat  ·   Altes  ·   Passaport europeu  ·   Extracomunitari  ·   Extracomunitari sense restricció
Altres jugadors utilitzats en partits amistosos i de lliga: Lluc Ferrer Pibernat (juvenil), Joel Ferrer Guanter (juvenil), Oriol Argelès Herrera (juvenil), Marc Conca Martí (juvenil), Nicolás Martínez Izquierdo (juvenil), Cristian Municoy Belmonte (juvenil), Alhagie Jallow Sedibeh (juvenil), Jon Arrieta Mena (juvenil), Pau Soler Ramió (juvenil), Florian Jason Padrós Hernández (juvenil), Marc Pouget Florido (juvenil), Pau Ibrahima Diouf Ferrer (juvenil), Mahamadou Touray Bajaha (juvenil)
| Baixes                            | Destinació            |
| Joel Arimany Sala                 | CE Europa             |
| Joan Maynau Pujals                | UE Sant Andreu        |
| Gerard Pouget Florido             | UE Sant Andreu        |
| Jaime González Peguero            | UE Sant Andreu        |
| Adrián Expósito López             | CF Lloret             |
| José Alberto Germán de León       | UE Tona               |
| Pol Bastidas Penas                | FC L'Escala           |
| Nil Congost Segalés               | FC L'Escala           |
| Marc Bech Rodríguez               | FC L'Escala           |
| Albert Orriols Cerarols           | UE Olot               |
| Alhaji Siabu Sanneh Conteh Suaibo | CF Muntanyesa         |
| Carlos García Cabrera             | UE Vilassar de Mar    |
| Daniel Gómez Ferrández            | CF Peralada           |
| Pere Espuña Sánchez               | CF Peralada           |
| Domingo Berlanga Ouggouti         | Inter Club d'Escaldes |
| Zakaria El Idrissi Daoudi Zaka    | UE Sants              |

## Resultats
| Amistosos |

| 13 agost 2022 | CF Angulària | 1 – 4    | UE Figueres                                       | Anglesola                                            |  |
| 20:00         | Sylla 80'    | Acta FCF | 6' Díaz · 21' (p.) Baldeh · 51' Soler · 82' Conca | Estadi municipal de futbol · Angel Escalona Buatas · |  |

| 14 agost 2022 | AE Roses | 0 – 2    | UE Figueres                | Roses                                      |  |
| 20:00         |          | Acta FCF | 14' Pimentel · 68' Ramírez | Estadi Mas Oliva · Gerard Gomez Gonzalez · |  |

| 20 agost 2022 | UE Figueres                  | 2 – 0    | CE Sabadell FC juvenil | Figueres                                        |  |
|               | Ferrusola 21' · Pimentel 55' | Acta FCF |                        | Municipal de Vilatenim · Marc Boada Barcelona · |  |

| 23 agost 2022                              | UE Olot   | 1 – 0                      | UE Figueres | Banyoles                                                                        |  |
| 19:30 LIII Torneig de l'Estany - Semifinal | Touray 2' | L'Esportiu Mundo Deportivo |             | Estadi municipal Miquel Coromina i Morató · 350 espectadors · Sergi Bas Muñoz · |  |

| 24 agost 2022                               | CD Banyoles | 0 – 6               | UE Figueres                                          | Banyoles                                                                             |  |
| 19.30 LIII Torneig de l'Estany - 3r/4t lloc |             | Mundo Deportivo FCF | 7' 73' 82' Pérez · 35' (p.) 62' Baldeh · 70' Currais | Estadi municipal Miquel Coromina i Morató · 350 espectadors · Ricard Navarro Juncà · |  |

| 28 agost 2022 | UE Figueres                  | 2 – 3    | CF Badalona                       | Figueres                                            |  |
| 20:15         | Ferrusola 47' · Pimentel 60' | Acta FCF | 14' Peña · 68' Muñoz · 89' Fuster | Municipal de Vilatenim · Adrià Ballesteros Jurado · |  |

| 1 setembre 2022 | UD Cassà    | 1 – 6    | UE Figueres                                                               | Cassà de la Selva                              |  |
| 20:00           | Jiménez 74' | Acta FCF | 8' Díaz · 26' Soler · 44' Ferrón · 49' Currais · 65' Pimentel · 88' Pérez | Camp de futbol municipal · Guillem Gou Marly · |  |

| 4 setembre 2022 | UE Vilassar de Mar | 0 – 1    | UE Figueres  | Vilassar de Mar                                     |  |
| 19:00           |                    | Acta FCF | 16' Pimentel | Estadi Municipal Xevi Ramon · David Caro Gallardo · |  |

| 7 setembre 2022 | CF Empuriabrava Castelló | 1 – 4    | UE Figueres                                          | Empuriabrava                                  |  |
| 20:30           | Jawo 48'                 | Acta FCF | 2' Pérez · 6' Reñé · 9' (p.) J. Soler · 25' P. Soler | Camp municipal d'esports · Pau Téllez Soler · |  |

| 10 setembre 2022 | CD Bescanó | 1 – 2    | UE Figueres               | Bescanó                                                       |  |
| 19:00            | Gasca 69'  | Acta FCF | 39' Ferrusola · 60' Genís | Camp de futbol municipal · Francisco Javier Cozar Garrancho · |  |

| 18 setembre 2022 | UE Figueres               | 3 – 4    | Palamós CF                                 | Figueres                                        |  |
| 19.00            | Soler 5' 29' · Ferrón 43' | Acta FCF | 20' Cano · 32' 39' (p.) Germán · 79' Resta | Municipal de Vilatenim · Ricard Navarro Juncà · |  |

| 24 setembre 2022 | UE Figueres | 1 – 0    | CEF Bosc de Tosca | Figueres                                            |  |
| 19.00            | Ferrón 47'  | Acta FCF |                   | Municipal de Vilatenim · Adrià Ballesteros Jurado · |  |

| Primera Catalana-Grup 1 |

| 2 octubre 2022  | UE Figueres | 1 – 0                    | CF Torelló | Figueres                                                         |  |
| 16:30 Jornada 1 | Ferrón 37'  | Acta FCF Mundo Deportivo |            | Municipal de Vilatenim · 250 espectadors · Joan Canós Martínez · |  |

| 8 octubre 2022  | CEF Bosc de Tosca          | 2 – 3                    | UE Figueres                            | Les Preses                                        |  |
| 16:30 Jornada 2 | Darnés 51' · Masó 85' (p.) | Acta FCF Mundo Deportivo | 11' Ferrón · 39' Baldeh · 60' Balaguer | Camp de futbol municipal · Adrià Vicente Delmar · |  |

| 15 octubre 2022 | UE Figueres | 0 – 1                    | CD Bescanó      | Figueres                                        |  |
| 16:30 Jornada 3 |             | Acta FCF Mundo Deportivo | 48' (p.) Feixas | Municipal de Vilatenim · Germán Carrasco Baca · |  |

| 23 octubre 2022 | CF Caldes de Montbui             | 2 – 1                    | UE Figueres  | Caldes de Montbui                                                |  |
| 12:00 Jornada 4 | Estrada 73' · Rosales 89' (p.p.) | Acta FCF Mundo Deportivo | 34' Pimentel | CEM Les Cremades · 300 espectadors · José Antonio Mateo Moreno · |  |

| 30 octubre 2022 | CF Parets    | 1 – 1                    | UE Figueres | Parets del Vallès                                                   |  |
| 12:00 Jornada 5 | Aradilla 21' | Acta FCF Mundo Deportivo | 68' Ferrón  | Camp de futbol Josep Seguer · 200 espectadors · Vanni Nägeli Juan · |  |

| 6 novembre 2022 | UE Figueres              | 2 – 1                    | UE Can Gibert | Figueres                                                         |  |
| 16:30 Jornada 6 | Soler 11' · Pimentel 18' | Acta FCF Mundo Deportivo | 35' Coris     | Municipal de Vilatenim · 350 espectadors · Joan Garcia Colomer · |  |

| 13 novembre 2022 | AEC Manlleu | 1 – 2                    | UE Figueres                   | Manlleu                                                             |  |
| 16:30 Jornada 7  | Bouloum 26' | Acta FCF Mundo Deportivo | 35' (p.p.) Costa · 38' Ferrón | Estadi Municipal de Manlleu · 300 espectadors · Heaven Núñez Ruiz · |  |

| 20 novembre 2022 | UE Figueres                  | 3 – 1                    | Palamós CF | Figueres                                      |  |
| 16.30 Jornada 8  | Pimentel 49' · Soler 74' 75' | Acta FCF Mundo Deportivo | 19' Barry  | Municipal de Vilatenim · Paulí Teruel Soler · |  |

| 26 novembre 2022 | UE Vic | 0 – 1                    | UE Figueres | Vic                                        |  |
| 16:00 Jornada 9  |        | Acta FCF Mundo Deportivo | 56' Blay    | Estadi Hipòlit Planàs · Ruben Serra Sanz · |  |

| 10 desembre 2022 | CF Lloret               | 2 – 0                    | UE Figueres | Lloret de Mar                                     |  |
| 16:00 Jornada 10 | Vilà 24' · Expósito 93' | Acta FCF Mundo Deportivo |             | Camp de futbol municipal · Marcel Escobar Corvo · |  |

| 18 desembre 2022 | CE Banyoles   | 1 – 1                    | UE Figueres | Banyoles                                               |  |
| 12.00 Jornada 11 | Batchilly 46' | Acta FCF Mundo Deportivo | 65' Ramírez | Estadi Miquel Coromina · Juan Miguel Tebar Hernández · |  |

| 8 gener 2023     | UE Figueres                                | 3 – 2                    | CE Mataró                | Figueres                                                       |  |
| 12:00 Jornada 12 | Ramírez 14' · Pimentel 18' · Ferrusola 94' | Acta FCF Mundo Deportivo | 7' Bakari · 88' Bargalló | Estadi Municipal de la Marca de l'Ham · Alfonso García Calbó · |  |

| 15 gener 2023    | EC Granollers | 0 – 1                    | UE Figueres | Granollers                                      |  |
| 13:00 Jornada 13 |               | Acta FCF Mundo Deportivo | 86' Currais | Municipal Carrer Girona · Joan Garcia Colomer · |  |

| 22 gener 2023    | UE Figueres                  | 2 – 1                    | FC L'Escala | Figueres                                        |  |
| 16:30 Jornada 14 | Pimentel p' (29) · Genís 53' | Acta FCF Mundo Deportivo | 23' Bech    | Municipal de Vilatenim · Marc Boada Barcelona · |  |

| 29 gener 2023    | CF Mollet UE | 1 – 0              | UE Figueres | Mollet del Vallès                                     |  |
| 12:00 Jornada 15 | Aldana 87'   | Acta FCF Deportivo |             | Camp Municipal Germans Gonzalvo · Marc Esteban Bote · |  |

| 4 febrer 2023    | CF Torelló  | 1 – 3                    | UE Figueres                  | Torelló                                       |  |
| 16:00 Jornada 16 | Sánchez 46' | Acta FCF Mundo Deportivo | 7' 54' Ferrón · 36' Pimentel | Camp de futbol municipal · Joan Cols Ràfols · |  |

| 12 febrer 2023   | UE Figueres | 1 – 2                    | CEF Bosc de Tosca       | Figueres                                      |  |
| 16:30 Jornada 17 | Ramírez 14' | Acta FCF Mundo Deportivo | 61' Megías · 66' Davesa | Municipal de Vilatenim · Carlos López López · |  |

| 26 febrer 2023 | CD Bescanó      | 1 – 1                    | UE Figueres      | Bescanó                                              |  |
| Jornada 18     | Feixas 34' (p.) | Acta FCF Mundo Deportivo | 75' (p.) Currais | Camp de futbol municipal · Mohamed Elkasmy Elkasmi · |  |

| 5 març 2023      | UE Figueres                 | 2 – 1                    | CF Caldes de Montbui | Figueres                                            |  |
| 16:30 Jornada 19 | Ramírez 12' · P. Tubert 95' | Acta FCF Mundo Deportivo | 39' Valls            | Municipal de Vilatenim · Alejandro Álvarez Molina · |  |

| 12 març 2023     | UE Figueres                | 1 – 1                    | CF Parets             | Figueres                                           |  |
| 16:30 Jornada 20 | Ferrusola 44' · Jaaidi 49' | Acta FCF Mundo Deportivo | 39' Karach · 39' Mata | Municipal de Vilatenim · Gabriel Campillo Lucena · |  |

| 18 març 2023 | UE Can Gibert             | 2 – 2                    | UE Figueres                | Girona                                                     |  |
| Jornada 21   | Teixidor 24' · Casado 25' | Acta FCF Mundo Deportivo | 82' Ferrusola · 89' Torres | Camp de futbol municipal Can Gibert · Toni Fontova Cerdà · |  |

| 26 març 2023     | UE Figueres                  | 2 – 1               | AEC Manlleu | Figueres                                               |  |
| 16:30 Jornada 22 | Ferrón p' (51) · Currais 81' | FCF Mundo Deportivo | 49' Rossell | Municipal de Vilatenim · Francisco José Rivera Bravo · |  |

| 2 abril 2023     | Palamós CF  | 1 – 0              | UE Figueres | Palamós                                                        |  |
| 17:00 Jornada 23 | Garriga 63' | Acta FCF Deportivo |             | Estadi Municipal de Palamós - Costa Brava · Iván Ramos Muñoz · |  |

| 16 abril 2023    | UE Figueres | 0 – 1                    | UE Vic        | Figueres                                        |  |
| 16:30 Jornada 24 |             | Acta FCF Mundo Deportivo | 91' Rodríguez | Municipal de Vilatenim · Sergio Álvarez Ubric · |  |

| 23 abril 2023    | UE Figueres          | 3 – 3                    | CF Lloret                            | Figueres                                          |  |
| 16:30 Jornada 25 | Pimentel 12' 57' 74' | Acta FCF Mundo Deportivo | 6' Expósito · 10' Salas · 81' Sillah | Municipal de Vilatenim · Víctor Martínez Moreno · |  |

| 30 abril 2023    | UE Figueres             | 2 – 0                    | CD Banyoles | Figueres                                        |  |
| 16:30 Jornada 26 | Currais 48' · Pérez 71' | Acta FCF Mundo Deportivo |             | Municipal de Vilatenim · Enric Montero Casado · |  |

| 7 maig 2023      | CE Mataró                                   | 4 – 1                    | UE Figueres  | Mataró                                              |  |
| 17:00 Jornada 27 | Bacari 16' 42' · Bargalló 68' · Fortuny 89' | Acta FCF Mundo Deportivo | 69' Pimentel | Camp Municipal del Centenari · Marcel Arbós López · |  |

| 14 maig 2023     | UE Figueres                | 2 – 1                    | EC Granollers | Figueres                                                |  |
| 16:30 Jornada 28 | Pimentel 48' · Currais 78' | Acta FCF Mundo Deportivo | 88' García    | Municipal de Vilatenim · Jose María Rodríguez Enrique · |  |

| 20 maig 2023     | FC L'Escala              | 2 – 0                    | UE Figueres | L'Escala                                        |  |
| 16:00 Jornada 29 | Bastidas 28' · Morer 89' | Acta FCF Mundo Deportivo |             | Camp de futbol municipal · Daniel Garcia Peig · |  |

| 27 maig 2023     | UE Figueres                    | 2 – 1                    | CF Mollet UE | Figueres                                       |  |
| 17:00 Jornada 30 | Hugo 12' (p.p.) · Pimentel 20' | Acta FCF Mundo Deportivo | 55' Martín   | Municipal de Vilatenim · Sergi Bañó González · |  |

## Classificació
| Pos. | Equip                | J  | G  | E  | P  | GF | GC | DG  | pts. |
| --- | -------------------- | -- | -- | -- | -- | -- | -- | --- | ---- |
| 1r | FC L'Escala          | 30 | 18 | 5  | 7  | 52 | 30 | +22 | 59   |
| 2n | UE Vic               | 30 | 16 | 5  | 9  | 43 | 31 | +12 | 53   |
| 3r | Palamós CF           | 30 | 15 | 8  | 7  | 46 | 35 | +11 | 53   |
| 4t | UE Figueres          | 30 | 15 | 6  | 9  | 44 | 39 | +5  | 51   |
| 5è | EC Granollers        | 30 | 14 | 7  | 9  | 51 | 34 | +17 | 49   |
| 6è | CF Lloret            | 30 | 14 | 6  | 10 | 57 | 45 | +12 | 48   |
| 7è | CE Mataró            | 30 | 11 | 8  | 11 | 46 | 46 | 0   | 41   |
| 8è | AEC Manlleu          | 30 | 10 | 10 | 10 | 43 | 44 | -1  | 40   |
| 9è | CF Parets            | 30 | 8  | 14 | 8  | 34 | 35 | -1  | 38   |
| 10è | CD Banyoles          | 30 | 10 | 8  | 12 | 33 | 37 | -4  | 38   |
| 11è | CF Caldes de Montbui | 30 | 10 | 6  | 14 | 55 | 54 | +1  | 36   |
| 12è | CEF Bosc de Tosca    | 30 | 8  | 11 | 11 | 37 | 40 | -3  | 35   |
| 13è | UE Can Gibert        | 30 | 9  | 7  | 14 | 40 | 53 | -13 | 34   |
| 14è | CF Mollet UE         | 30 | 9  | 6  | 15 | 29 | 35 | -6  | 33   |
| 15è | CD Bescanó           | 30 | 6  | 11 | 13 | 37 | 57 | -20 | 29   |
| 16è | CF Torelló           | 30 | 5  | 6  | 19 | 30 | 62 | -32 | 21   |
| En verd fosc, el campió que ascendí a Tercera RFEF, en verd clar, els equips que ascendiren a la Lliga Elit, i en vermell, els que descendiren a Segona catalana. |                      |    |    |    |    |    |    |     |      |

## Estadístiques individuals

### Golejadors
| Jugador                  | Gols |
| ------------------------ | ---- |
| Èric Pimentel López      | 12   |
| Xavier Ferrón Palau      | 7    |
| Josué Prieto Currais     | 5    |
| Adrià Ramírez Osuna      | 4    |
| Josep Soler Barnosell    | 3    |
| Sergi Ferrusola Devesa   | 3    |
| Jam Baldeh Baldeh        | 1    |
| Genís Balaguer Romero    | 1    |
| Pol Blay Cadanet         | 1    |
| Albert Genís Rigall      | 1    |
| Pau Tubert Clos          | 1    |
| Ayoub Jaaidi Abdelkader  | 1    |
| Jorge José Torres Martín | 1    |
| Iván Pérez Vilches       | 1    |

Nota: Gols només a la lliga.